# Krosta

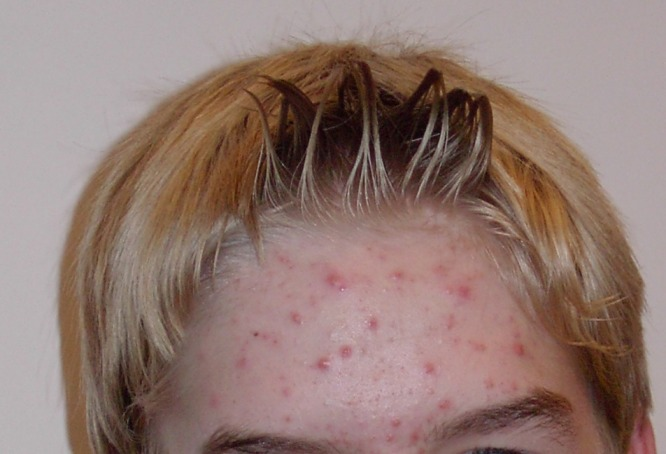
Krosty na czole (trądzik młodzieńczy)

Krosta (łac. pustula) – w dermatologii, wykwit typu pęcherzyka lub pęcherza, wyniosły ponad powierzchnię skóry, zawierający treść ropną od chwili pojawienia się bądź wtórnie, gdy powstaje z pęcherzy lub pęcherzyków w wyniku wtórnego nadkażenia bakteryjnego. Ma średnicę do 1 cm, wykwit wypełniony ropą o większej średnicy to ropień.
Wyróżnia się krosty:
- śródnaskórkowe (gąbczaste), np. w łuszczycy krostkowej
- przymieszkowe, np. w trądziku młodzieńczym.

Krosta Kogoja to wykwit charakterystyczny dla łuszczycy krostkowej (psoriasis pustulosa), krosty są podrogowe, na podłożu rumieniowym, często zlewają się ze sobą.